# Lachmirowice
Lachmirowice – wieś w Polsce, położona w województwie kujawsko-pomorskim, w powiecie inowrocławskim, w gminie Kruszwica.

## Podział administracyjny
Wieś królewska położona w II połowie XVI wieku w powiecie kruszwickim województwa brzeskokujawskiego, należała do starostwa kruszwickiego. W latach 1975–1998 miejscowość administracyjnie należała do województwa bydgoskiego.

## Demografia
Według Narodowego Spisu Powszechnego (III 2011 r.) wieś liczyła 278 mieszkańców. Jest jedenastą co do wielkości miejscowością gminy Kruszwica.

## Zabytki
Według rejestru zabytków NID na listę zabytków wpisany jest zespół dworski z 2 poł. XIX w., nr rej.: A/218/1-4 z 5.06.1987:
- dwór, 1866, pocz. XX w.
- park, XIX w.
- spichrz, 1890
- młyn (nie istnieje?)